# Бобылевка (Сумская область)
Бобылевка (укр. Бобилівка) — село,
Улановский сельский совет,
Глуховский район,
Сумская область,
Украина.
Код КОАТУУ — 5921588603. Население по переписи 2001 года составляло 3 человека.

## Географическое положение
Село Бобылевка находится на правом берегу реки Клевень,
выше по течению на расстоянии в 2 км расположено село Малая Бобылевка,
ниже по течению на расстоянии в 1 км расположено село Червоная Заря,
на противоположном берегу — село Искра (Курская область).
Село расположено на границе с Россией.